# Telouet
Telouet (arabisch تلوات, Zentralatlas-Tamazight ⵜⵍⵡⵉⵜ Telwat) ist eine Kleinstadt mit ca. 2000 Einwohnern und eine ländliche Kommune mit etwa 12.500 Einwohnern im Hohen Atlas in der Provinz Ouarzazate in der Region Drâa-Tafilalet im Süden Marokkos. Der Ort war der Stammsitz des Berberclans der Glaoua.

## Lage und Klima
Telouet liegt in einer Höhe von ca. 1870 m und ist über eine asphaltierte, aber schlaglochreiche Straße, die nur wenige Kilometer südlich des 2260 m hohen Tizi n’Tichka-Passes nach Osten abzweigt, gut zu erreichen. Außerdem ist die ehemalige Piste von Ait Benhaddou nach Telouet durch das Ounila-Tal in den Jahren 2010/2011 asphaltiert worden. Wegen der Höhenlage ist das Klima gemäßigt bis kühl; auch Nachtfröste kommen vor.

## Bevölkerung
| Jahr      | 1994   | 2004   | 2014   | 2024   |
| Einwohner | 14.132 | 14.211 | 14.060 | 12.396 |

Die Bewohner des Ortes und seines Umlandes sind nahezu ausschließlich berberischer Abstammung.

## Wirtschaft
Jahrhundertelang lebten die weitgehend sesshaften Bewohner des abgelegenen Ortes nach dem Prinzip der Selbstversorgung von den Erträgen ihrer – teilweise terrassierten – Felder und einiger Obstbäume. Regen war südlich des Hohen Atlas immer schon selten und so erfolgte die Bewässerung der Felder durch Schmelzwasser aus den Bergen. Viehzucht spielte eher eine untergeordnete Rolle. Heutzutage arbeiten viele Männer in den Städten des Nordens oder betätigen sich als Kleinhoteliers oder als Touristenführer.

## Geschichte
Telouet war über Jahrhunderte ein unscheinbares Bergdorf im Hohen Atlas. Der Ort trat erst ins Bewusstsein von Marokkanern und Europäern durch die Aktivitäten Thami El Glaouis in der 1. Hälfte des 20. Jahrhunderts. Er war der Spross eines Berberclans, der schon seit Jahrhunderten wichtige Handelswege kontrollierte und durch Wegezölle und wahrscheinlich auch durch Schutzgelder wohlhabend und einflussreich geworden war. Im Jahre 1893 unterstützten und beherbergten die beiden Brüder Madani († 1918) und Thami El Glaoui (1870–1956) den in politischen Schwierigkeiten steckenden Sultan Moulay Hassan; als Gegenleistung gewährte ihnen der Sultan politische und wirtschaftliche Freiheiten südlich des Hohen Atlas. Während der Kolonialzeit paktierte El Glaoui – häufig gegen die Interessen des Sultans – mit den Franzosen, was die Familie noch (einfluss)reicher werden ließ, denn die Franzosen ernannten Thami El Glaoui im Gegenzug zum Pascha von Marrakesch und überließen ihm die Kontrolle über große Teile des marokkanischen Südens und so ließ er auch andernorts große und repräsentative Kasbahs errichten – zum Beispiel in Ouarzazate, Skoura, Taliouine, Tinerhir etc.
Als Sultan Mohammed V. in den Nachkriegsjahren die Unabhängigkeit Marokkos stärker zu propagieren begann, wurde er von den Truppen El Glaouis in seinem Palast in Fès belagert (1952). El Glaoui befürwortete die anschließende Exilierung des Sultans nach Madagaskar. Nach der Rückkehr Mohammeds V. (1955) wechselte El Glaoui die Fronten und versöhnte sich mit dem Sultan; kurze Zeit später starb er jedoch. Der gesamte Besitz des Glaoua-Clans wurde vom neu gegründeten marokkanischen Staat konfisziert; die von der Bevölkerung als Fremdkörper angesehenen Kasbahs wurden vergessen und dem allmählichen Verfall preisgegeben.

## Ort

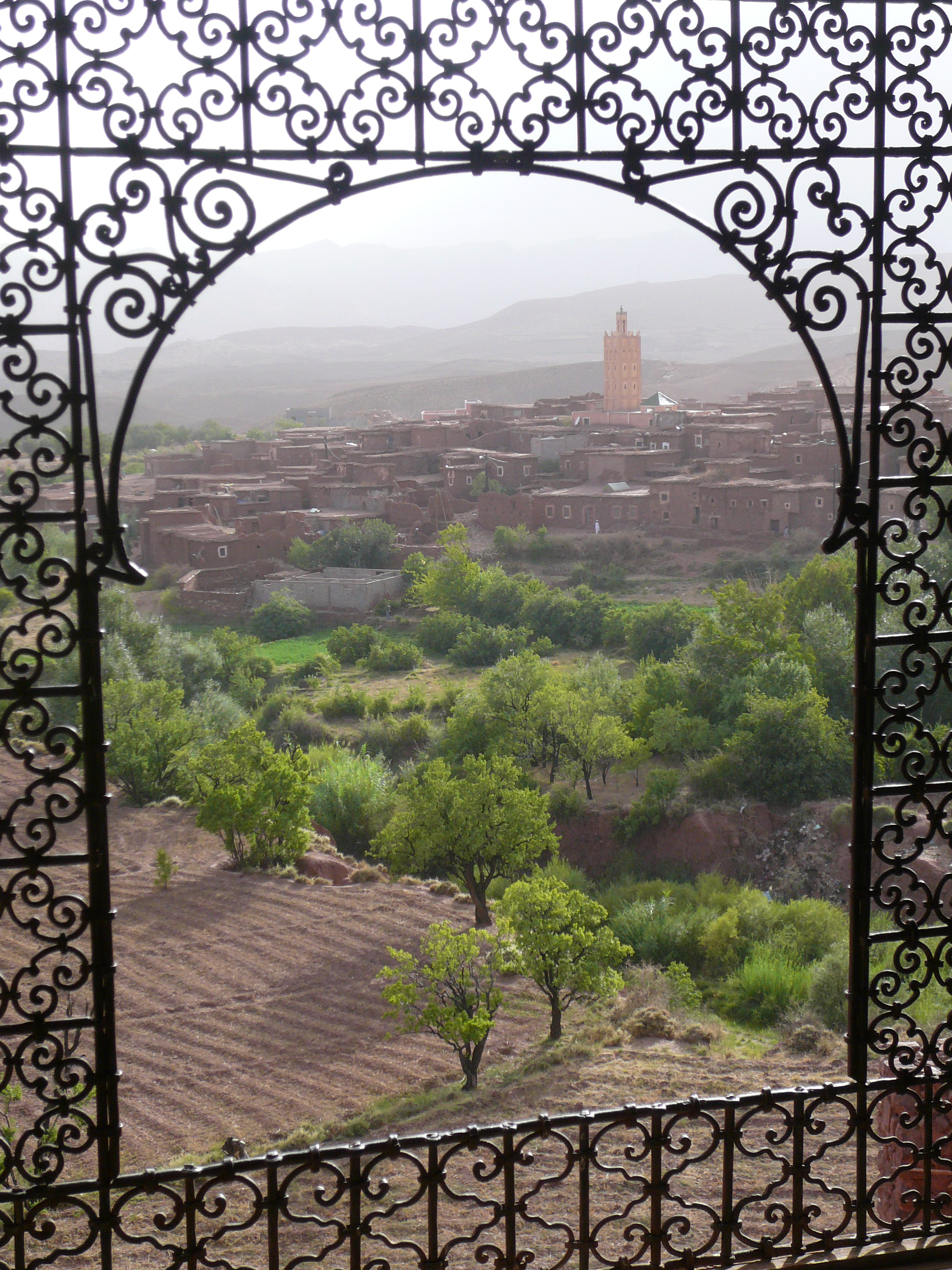
Telouet – Blick aus einem Fenster der Kasbah auf das Dorf

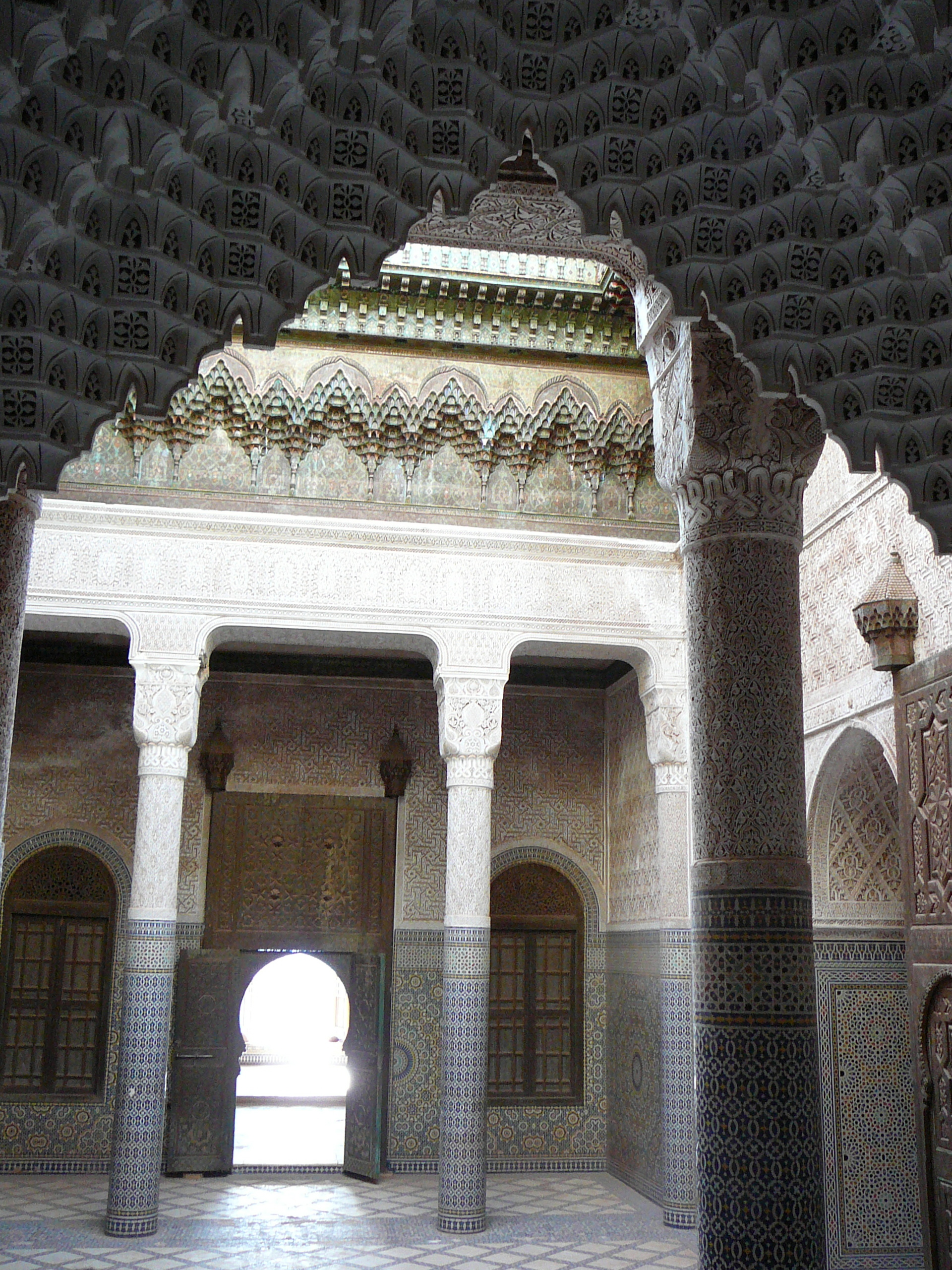
Kasbah von Telouet – Innenhof in maurischem Stil

Die Bauweise der – je nach Wohlstand der Bewohner – ein- oder zweigeschossigen und in der Regel um einen Innenhof, in welchem in früheren Zeiten allabendlich das Vieh (Schafe, Ziegen, Hühner) eingesperrt wurde, gruppierten Kleingehöfte ist charakteristisch für die Bergregionen des Hohen Atlas. Die Bauten wurden allesamt aus den für diese Gegend typischen Materialien errichtet: Bruchsteine oder Findlinge im Sockelbereich sowie – mit kleinen Steinen und Pflanzenresten vermischtem – Stampflehm für die Außenwände. Die Decken ruhten auf Holzbalken mit einem Astgeflecht in den Zwischenräumen und Schilfmatten als Auflage für eine Erdschicht, die größere Beschädigungen an den Schilfmatten verhinderte. Die größeren und verglasten Fenster wurden erst in der 2. Hälfte des 20. Jahrhunderts in die ursprünglich fensterlosen Bauten eingefügt. In der regenarmen Region haben alle Häuser Flachdächer, die von den Frauen des Hauses für diverse häusliche Arbeiten (Essensvorbereitung, Webarbeiten, Wäschetrocknen etc.) genutzt werden.

## Kasbah
Die Ende des 19. und zu Beginn des 20. Jahrhunderts neu erbaute Kasbah El Glaouis liegt auf einer natürlichen Erhebung etwas außerhalb des Dorfes und dominiert das Ortsbild. Viele Teile des Bauwerks sind aus den im marokkanischen Süden eher ungewöhnlichen Lehmziegeln errichtet; andere Teile bestehen dagegen aus dem weitaus gebräuchlicheren Stampflehm. Der gesamte Bau war mit Lehm verputzt und hatte in Teilen einen weißen Außenanstrich, der in den Berbergebieten Südmarokkos vollkommen unüblich war. Seit dem Jahr der Unabhängigkeit Marokkos (1956) ist die Kasbah unbewohnt und verfällt allmählich. In den Jahren 2010/11 wurden zwar einige Instandhaltungsmaßnahmen durchgeführt – durch diese kann der Verfall des Bauwerks aber nur um einige Jahre verzögert werden.
Von außen macht der mehrtürmige, aber bereits mit großen Fenstern versehene Gebäudekomplex, der der Familie gleichermaßen zu Wohn- und Repräsentationszwecken diente, einen eher armseligen Eindruck, der sich allerdings in den Innenhöfen sowie in einigen wenigen Räumen des Repräsentationstrakts in ein gewisses Staunen verwandelt: Hier sind die Wände und Decken mit Kacheln, Stuck und Malereien geschmückt, deren Ausführung ein deutliches städtisch-islamisches Geschmacksempfinden verrät. In der Tat waren die ausführenden Handwerker keine Berber, sondern – für einen gewissen Zeitraum – aus Fès und Marrakesch herbeigeholte Spezialisten. Und auch El Glaoui sah sich wohl weniger als regionaler Berberfürst, denn als wahrer Herrscher über Südmarokko.

## Umgebung
Von Telouet und von der etwa 15 Kilometer entfernt liegenden Ortschaft Anemiter aus sind geführte Wander- und Trekkingtouren in die Bergwelt des Hohen Atlas möglich. Durch das landschaftlich schöne Ounila-Tal führt seit 2011 eine asphaltierte Straße bis nach Ait Benhaddou.